# Münchens flygplats

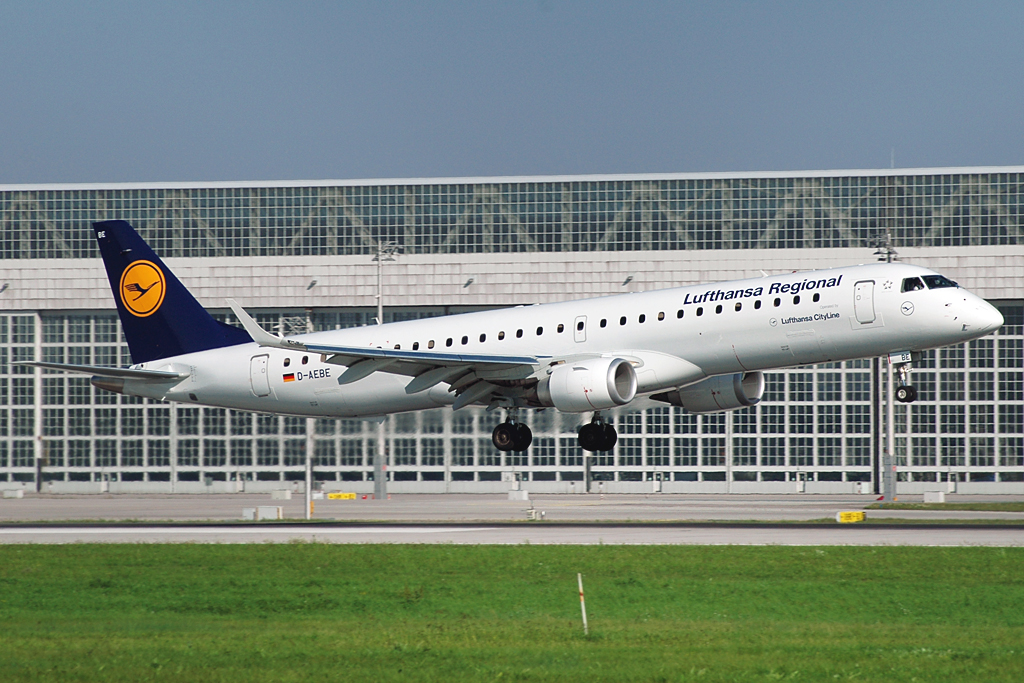
Lufthansa Regional Embraer E195.

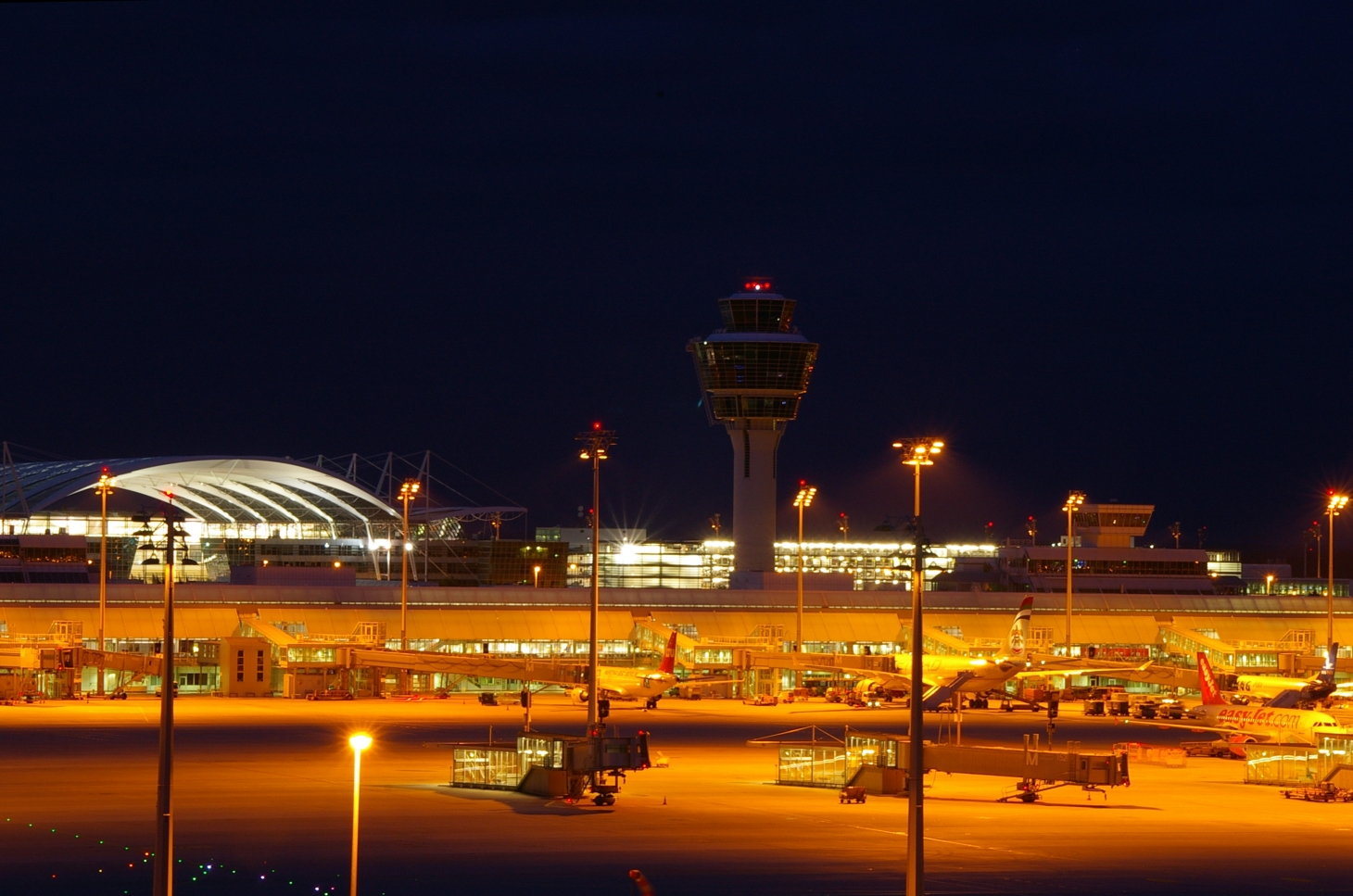
Münchens flygplats på natten.

Münchens flygplats (IATA: MUC, ICAO: EDDM) (tyska: Flughafen München) är Münchens huvudflygplats som invigdes 1992. Flygplatsen ligger 28,5 km nordost om München, nära staden Freising. Flygplatsen är ett nav för Lufthansa och flygbolagen i Star Alliance. Flygplatsen har blivit uppkallad efter politikern Franz Josef Strauss.
År 2024 hade flygplatsen runt 41 miljoner passagerare vilket gör den till Tysklands näst största flygplats efter Frankfurt. Den är även Europas 11:e största flygplats. Münchens flygplats fick pris för "Bästa flygplats i Europa" och sjunde bäst i världen av Skytrax år 2019.

## Destinationer
Det här är en lista över alla reguljära flyg samt charterflyg till/från Münchens flygplats.
| Flygbolag                      | Destinationer |
| ------------------------------ | --- |
| Aegean Airlines                | Aten, Thessaloniki Säsong: Heraklion, Kalamata, Korfu, Rhodos |
| Aer Lingus                     | Dublin Säsong: Cork |
| Aeroflot                       | Moskva–Sjeremetevo |
| airBaltic                      | Riga, Vilnius |
| Air Canada                     | Toronto–Pearson |
| Air China                      | Peking, Shanghai–Pudong |
| Air Dolomiti                   | Bari, Bologna, Florens, Graz, Venedig, Verona |
| Air Europa                     | Madrid |
| Air France                     | Paris–Charles de Gaulle |
| Air Malta                      | Malta |
| All Nippon Airways             | Tokyo–Haneda |
| American Airlines              | Charlotte Säsong: Dallas/Fort Worth |
| Arkia                          | Tel Aviv |
| Austrian Airlines              | Wien |
| Avianca                        | Bogotá |
| Belavia                        | Minsk |
| Blue Air                       | Iași |
| British Airways                | London–City, London–Heathrow |
| Condor                         | Agadir, Antalya, Fuerteventura, Funchal, Gran Canaria, Hurghada, La Palma, Lanzarote, Marrakech, Teneriffa–Syd Säsong: Cancún, Catania, Chania, Havanna, Heraklion, Ibiza, Jerez de la Frontera, Kalamata, Kavala, Kefalinia, Korfu, Kos, Lamezia Terme, Mauritius, Mombasa, Mykonos, Olbia, Palma de Mallorca, Preveza/Lefkas, Punta Cana, Rhodos, Santorini, Skiathos, Volos, Zakynthos |
| Corendon Airlines              | Izmir Säsong: Antalya, Gazipaşa |
| Corendon Airlines Europe       | Hurghada Säsong: Rhodos, Tel Aviv Charter: Banjul |
| Croatia Airlines               | Rijeka, Split, Zagreb Säsong: Dubrovnik |
| Delta Air Lines                | Atlanta Säsong: Detroit |
| easyJet                        | Edinburgh, London–Gatwick, London–Luton, London–Stansted, Manchester, Milano–Malpensa |
| EgyptAir                       | Kairo |
| El Al                          | Tel Aviv |
| Emirates                       | Dubai–International |
| Etihad Airways                 | Abu Dhabi |
| Eurowings                      | Catania, Dortmund, Düsseldorf, Edinburgh, Hamburg, Köln/Bonn, Neapel, Palma de Mallorca, Pristina, Split, Thessaloniki Säsong: Agadir, Bastia, Cagliari, Chania, Dubrovnik, Fuerteventura, Gran Canaria, Heraklion, Ibiza, Kavala, Korfu, Kos, Lamezia Terme, Lanzarote, Marrakech, Mykonos, Nice, Olbia, Palermo, Rhodos, Teneriffa–Syd, Zadar |
| Finnair                        | Helsingfors |
| Freebird Airlines              | Charter: Antalya |
| Holiday Europe                 | Säsongscharter: Fuerteventura, Hurghada, Marsa Alam, Sharm el-Sheikh |
| Iberia                         | Madrid |
| Icelandair                     | Reykjavik–Keflavík |
| Iraqi Airways                  | Bagdad, Erbil |
| Israir                         | Säsong: Tel Aviv |
| KLM                            | Amsterdam |
| Kuwait Airways                 | Kuwait |
| LOT Polish Airlines            | Warszawa–Chopin |
| Lufthansa                      | Alicante, Amsterdam, Ancona, Antalya, Aten, Bangkok–Suvarnabhumi, Barcelona, Basel/Mulhouse, Belgrad, Bilbao, Birmingham, Bombay, Boston, Bremen, Bryssel, Budapest, Bukarest, Catania, Charlotte, Chicago–O'Hare, Cluj-Napoca, Debrecen, Delhi, Denver, Dresden, Dublin, Düsseldorf, Edinburgh, Faro, Frankfurt, Gdańsk, Genua, Graz, Göteborg, Hamburg, Hannover, Helsingfors, Hongkong, Kairo, Katowice, Kiev–Boryspil, Kraków, Köln/Bonn, Köpenhamn, Larnaca, Leipzig/Halle, Lissabon, London–Heathrow, Los Angeles, Luxemburg, Lviv, Lyon, Madrid, Málaga, Manchester, Marrakech, Marseille, Mexico City, Milano–Malpensa, Montréal–Trudeau, Moskva–Domodedovo, Münster/Osnabrück, Nantes, Neapel, New York–JFK, Newark, Nice, Nürnberg, Osaka–Kansai, Oslo–Gardermoen, Paderborn/Lippstadt, Palermo, Paris–Charles de Gaulle, Peking, Pisa, Porto, Poznań, Prag, Rom–Fiumicino, Rostock, Rzeszów, San Francisco, Sankt Petersburg, Sarajevo, Seoul–Incheon, Shanghai–Pudong, Singapore, Sibiu, Sofia, Stockholm–Arlanda, Strasbourg, Stuttgart, Sylt, Tbilisi, Timișoara, Tel Aviv, Tokyo–Haneda, Trieste, Toulouse, Tunis, Turin, Valencia, Venedig, Warszawa–Chopin, Washington–Dulles, Wien, Wrocław, Zagreb, Zürich Säsong: Agadir, Bastia, Biarritz, Bodrum, Dubrovnik, Fuerteventura, Funchal, Glasgow, Gran Canaria, Heraklion, Ibiza, Izmir, Jersey, Kapstaden, Kittilä, Korfu, Lamezia Terme, Malta, Miami, Olbia, Palma de Mallorca, Pula, Reykjavik–Keflavík, Rijeka, Rimini, Riyadh, Santorini, Sevilla, Split, Teneriffa–Syd, Tivat, Toronto–Pearson, Tromsø, Vancouver, Zadar |
| Luxair                         | Luxemburg |
| Norwegian Air Shuttle          | Alicante, Gran Canaria, Málaga, Oslo–Gardermoen, Palma de Mallorca, Stockholm–Arlanda, Teneriffa–Syd |
| Nouvelair                      | Monastir Charter: Djerba, Enfidha |
| Oman Air                       | Muskat |
| Onur Air                       | Säsong: Istanbul |
| Pegasus Airlines               | Istanbul–Sabiha Gökçen Säsong: Antalya |
| Qatar Airways                  | Doha |
| Rossiya Airlines               | Sankt Petersburg |
| Royal Air Maroc                | Casablanca Säsong: Marrakech |
| Royal Jordanian                | Amman–Drottning Alia |
| Ryanair                        | Dublin Säsong: Alicante |
| S7 Airlines                    | Moskva–Domodedovo Säsong: Novosibirsk |
| Saudia                         | Jeddah Säsong: Riyadh |
| Scandinavian Airlines          | Köpenhamn, Oslo–Gardermoen, Stockholm–Arlanda, Århus |
| Singapore Airlines             | Singapore |
| South African Airways          | Johannesburg–OR Tambo |
| Sun d'Or                       | Säsong: Tel Aviv |
| SunExpress                     | Ankara, Antalya, Izmir Säsong: Adana, Bodrum, Dalaman, Gaziantep, Kayseri |
| Swiss International Air Lines  | Genève, Zürich |
| TAP Air Portugal               | Lissabon, Porto |
| TAROM                          | Bukarest |
| Thai Airways                   | Bangkok–Suvarnabhumi |
| TUIfly                         | Boa Vista, Fuerteventura, Gran Canaria, Hurghada, Lanzarote, Marsa Alam, Sal, Teneriffa–Syd Säsong: Antalya, Dalaman, Faro, Heraklion, Ibiza, Jerez de la Frontera, Korfu, Kos, Menorca, Palma de Mallorca, Patras, Rhodos |
| Tunisair                       | Djerba, Tunis |
| Turkish Airlines               | Istanbul, Istanbul–Sabiha Gökçen Säsong: Adana, Ankara, Antalya, Izmir, Kayseri, Ordu–Giresun, Samsun |
| Ukraine International Airlines | Kiev–Boryspil |
| United Airlines                | Chicago–O'Hare, Houston-Intercontinental, Newark, San Francisco, Washington–Dulles |
| Volotea                        | Säsong: Asturien, Bordeaux, Mykonos, Zaragoza |
| Vueling Airlines               | Barcelona, Florens, Palma de Mallorca, Rom–Fiumicino |
| Widerøe                        | Bergen |